# .nf
Pour les articles homonymes, voir NF.
.nf est le domaine de premier niveau national (country code top level domain : ccTLD) réservé à l'île Norfolk en Australie.